# Таијо Кога
Таијо Кога (јап. 古賀 太陽; 28. октобар 1998) јапански је фудбалер.

## Репрезентација
За репрезентацију Јапана дебитовао је 2019. године.

## Статистика
| Јапан  | Јапан | Јапан |
| Год.   | Ута.  | Гол.  |
| ------ | ----- | ----- |
| 2019   | 1     | 0     |
| Укупно | 1     | 0     |